# Haplonycteris fischeri
Haplonycteris fischeri é uma espécie de morcego da família Pteropodidae. Endêmica das Filipinas.